# Endromidae

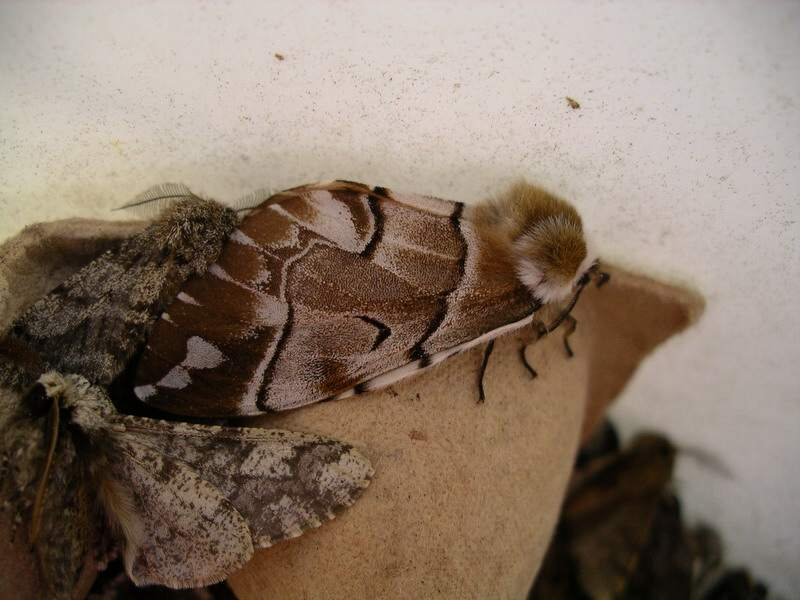

Endromidae là một họ bướm đêm. Đây là họ chỉ chứa một loài Endromis versicolora, được tìm thấy ở khắp miền Cổ bắc  Lưu trữ ngày 28 tháng 9 năm 2011 tại Wayback Machine.